# División de Honor de rugby 2015-16
La División de Honor de rugby 2015-16 es la 49.ª edición de la competición, conocida por motivos publicitarios como Liga Renfe. El torneo lo organiza la Federación Española de Rugby. 
Para esta temporada se produjo el regreso del Alcobendas, que había descendido en la temporada 2011-12. Así mismo, se vivió el descenso del Blusens Universidade Vigo.

## Sistema de competición
El sistema de competición es una liga regular a dos vueltas (partidos de ida y vuelta) de 12 equipos. Los seis mejores clasificados al finalizar las veintidós jornadas de temporada regular se jugarán el título en los play-offs. Primer y segundo clasificados accederán directamente a semifinales mientras que tercero, cuarto, quinto y sexto, jugarán una fase previa para acceder a ellas. Este sistema da un total de 22 jornadas de liga y ciento treinta y dos partidos, más cinco de play-off, además de un partido especial para dirimir el ascenso o descenso de categoría de uno de los equipos (jugado entre el undécimo de División de Honor y el segundo de División de Honor B).

### Sistema de puntuación
- Cada victoria suma 4 puntos.
- Cada empate suma 2 puntos.
- Cuatro ensayos en un partido suma 1 punto de bonus.
- Perder por una diferencia de siete puntos o inferior suma 1 punto de bonus.

### Ascensos y descensos
Desde la temporada 2011-2012 el sistema de ascensos y descensos es el siguiente:
- Descenso directo para el último clasificado al final de las veintidós jornadas.
- Promoción para el penúltimo clasificado al final de las veintidós jornadas.
- Ascenso directo del ganador de la eliminatoria de División de Honor B.
- Promoción de ascenso para el segundo clasificado de la eliminatoria.

## Equipos
| Equipo                          | Ciudad                                | Estadio                                            | Entrenador                    |
| ------------------------------- | ------------------------------------- | -------------------------------------------------- | ----------------------------- |
| VRAC Quesos Entrepinares        | Valladolid                            | Campos de Pepe Rojo                                | Diego Merino Rodríguez        |
| Hernani CRE                     | Hernani (Guipúzcoa)                   | Landare Toki                                       | Patrick Polidori              |
| FC Barcelona                    | Barcelona                             | Ciudad Deportiva Municipal Vall d'Hebron-Teixonera | Ricard Martinena Royo         |
| SilverStorm El Salvador         | Valladolid                            | Campos de Pepe Rojo                                | Juan Carlos Pérez             |
| CR Complutense Cisneros         | Madrid                                | Estadio Nacional Complutense                       | Daniel Vinuesa                |
| BathCo Independiente Rugby Club | Santander (Cantabria)                 | Campo de San Román                                 | Tristán Moziman               |
| CRC Pozuelo                     | Madrid                                | Campo Valle de las Cañas                           | Miguel Ángel Puerta           |
| AMPO Ordizia Rugby Elkartea     | Ordicia (Guipúzcoa)                   | Estadio Municipal de Altamira                      | Santos Regil                  |
| Alcobendas Rugby                | Madrid                                | Campo de las Terrazas                              | José Ignacio "Tiki" Inchausti |
| Getxo Artea Rugby Taldea        | Guecho (Vizcaya)                      | Ciudad Deportiva de Fadura                         | Todd Dammers                  |
| Unió Esportiva Santboiana Seat  | San Baudilio de Llobregat (Barcelona) | Estadi Baldiri Aleu                                | Michael Broad                 |
| Bizkaia Gernika Rugby Taldea    | Guernica y Luno (Vizcaya)             | Campo de Urbieta                                   | Peter Borlase                 |

### Equipos por comunidades autónomas
Como en casi todas las competiciones oficiales de rugby en España, se puede apreciar como la mayoría de los equipos pertenecen a zonas del Norte de España, aspecto acentuado este año tras el descenso del Ciencias Fundación Cajasol de Sevilla (Andalucía).
| Comunidad autónoma  | N.º | Equipos                                                  |
| ------------------- | --- | -------------------------------------------------------- |
| País Vasco          | 4   | Getxo Artea, Bizkaia Gernika, AMPO Ordizia y Hernani CRE |
| Comunidad de Madrid | 3   | CR Complutense Cisneros, CRC Pozuelo y Alcobendas Rugby  |
| Castilla y León     | 2   | SilverStorm El Salvador y VRAC Quesos Entrepinares       |
| Cataluña            | 2   | FC Barcelona y UE Santboiana Seat                        |
| Cantabria           | 1   | BathCo Independiente                                     |

## Clasificación
Actualizado a últimos partidos disputados el 28 de mayo de 2016
|  |     | Equipos                  |  | PJ | PG | PE | PP | GF  | GC  | Dif  | PBO | PBD | Pts |
|  | --- | ------------------------ |  | -- | -- | -- | -- | --- | --- | ---- | --- | --- | --- |
|  | 1.  | VRAC Quesos Entrepinares |  | 22 | 20 | 1  | 1  | 775 | 328 | +447 | 16  | 0   | 98  |
|  | 2.  | SilverStorm El Salvador  |  | 22 | 17 | 1  | 4  | 763 | 438 | +325 | 12  | 1   | 83  |
|  | 3.  | Bathco Independiente     |  | 22 | 14 | 1  | 7  | 663 | 498 | +165 | 11  | 3   | 72  |
|  | 4.  | UE Santboiana Seat       |  | 22 | 13 | 0  | 9  | 748 | 530 | +218 | 13  | 4   | 69  |
|  | 5.  | CR Complutense Cisneros  |  | 22 | 13 | 1  | 8  | 606 | 505 | +101 | 11  | 3   | 68  |
|  | 6.  | Alcobendas Rugby         |  | 22 | 11 | 0  | 11 | 563 | 537 | +26  | 9   | 5   | 58  |
|  | 7.  | FC Barcelona             |  | 22 | 8  | 2  | 12 | 456 | 639 | -183 | 4   | 2   | 42  |
|  | 8.  | Getxo Artea RT           |  | 22 | 7  | 0  | 15 | 477 | 695 | -298 | 9   | 3   | 40  |
|  | 9.  | AMPO Ordizia R.E.        |  | 22 | 6  | 0  | 16 | 540 | 714 | -174 | 9   | 7   | 40  |
|  | 10. | Hernani CRE              |  | 22 | 7  | 0  | 15 | 423 | 743 | -320 | 8   | 2   | 38  |
|  | 11. | Bizkaia Gernika R.T      |  | 22 | 7  | 0  | 15 | 472 | 619 | -147 | 3   | 6   | 37  |
|  | 12. | CRC Pozuelo              |  | 22 | 6  | 0  | 16 | 455 | 695 | -240 | 7   | 4   | 35  |

Pts = Puntos totales; PJ = Partidos Jugados; G = Partidos Ganados; E = Partidos Empatados; P = Partidos Perdidos; PF = Puntos a favor; PC = Puntos en contra; Dif = Diferencia de puntos; PBO = Bonus ofensivos; PBD = Bonus defensivos
|  | Clasificados directamente a semifinales de la eliminatoria por el título |
|  | Clasificados para el play off por el título                              |
|  | Promoción de descenso a División de Honor B                              |
|  | Descenso a División de Honor B                                           |
|  | Campeón 2015/16                                                          |

## Resultados
Los horarios corresponden a la CET (Hora Central Europea) UTC+1 en horario estándar y UTC+2 en horario de verano.

### Primera vuelta
| UE Santboiana Seat   | 28 - 24 | Alcobendas Rugby         | Baldiri Aleu        | 19 de septiembre | 17:00 |
| Getxo Artea RT       | 14 - 50 | AMPO Ordizia R.E.        | Fadura              | 19 de septiembre | 17:00 |
| Hernani CRE          | 42 - 20 | Bizkaia Gernika R.T      | Landare Toki        | 19 de septiembre | 17:00 |
| Rugby Pozuelo        | 19 - 22 | CR Complutense Cisneros  | Valle de las Cañas  | 19 de septiembre | 18:00 |
| Bathco Independiente | 16 - 39 | VRAC Quesos Entrepinares | Campo de San Román  | 20 de septiembre | 12:30 |
| C.R. El Salvador     | 45 - 10 | FC Barcelona             | Campos de Pepe Rojo | 20 de septiembre | 12:30 |

| CR Complutense Cisneros  | 53 - 31 | Getxo Artea RT       | Central             | 26 de septiembre | 17:00 |
| Bizkaia Gernika R.T      | 19 - 17 | Rugby Pozuelo        | Urbieta             | 26 de septiembre | 17:00 |
| VRAC Quesos Entrepinares | 75 - 12 | Hernani CRE          | Campos de Pepe Rojo | 26 de septiembre | 17:00 |
| AMPO Ordizia R.E.        | 10 - 37 | UE Santboiana Seat   | Altamira            | 27 de septiembre | 12:00 |
| FC Barcelona             | 7 - 47  | Bathco Independiente | La Teixonera        | 27 de septiembre | 12:00 |
| Alcobendas Rugby         | 24 - 16 | C.R. El Salvador     | Las Terrazas        | 27 de septiembre | 12:30 |

| Getxo Artea RT     | 34 - 22 | Bizkaia Gernika R.T      | Fadura                   | 3 de octubre | 17:00 |
| Alcobendas Rugby   | 44 - 56 | AMPO Ordizia R.E.        | Las Terrazas             | 4 de octubre | 12:00 |
| Hernani CRE        | 26 - 20 | FC Barcelona             | Landare Toki             | 4 de octubre | 12:00 |
| UE Santboiana Seat | 17 - 21 | CR Complutense Cisneros  | Baldiri Aleu             | 4 de octubre | 12:30 |
| Rugby Pozuelo      | 10 - 29 | VRAC Quesos Entrepinares | Campo Valle de las Cañas | 4 de octubre | 12:30 |
| C.R. El Salvador   | 30 - 23 | Bathco Independiente     | Campos de Pepe Rojo      | 4 de octubre | 12:30 |

| CR Complutense Cisneros  | 7 - 20  | Alcobendas Rugby   | Central                       | 17 de octubre | 16:30 |
| FC Barcelona             | 10 - 6  | Rugby Pozuelo      | Vall d'Hebron                 | 17 de octubre | 16:30 |
| VRAC Quesos Entrepinares | 28 - 14 | Getxo Artea RT     | Campos de Pepe Rojo           | 17 de octubre | 17:00 |
| AMPO Ordizia R.E.        | 18 - 24 | C.R. El Salvador   | Estadio Municipal de Altamira | 18 de octubre | 12:00 |
| Bizkaia Gernika R.T      | 33 - 32 | UE Santboiana Seat | Campo de Urbieta              | 18 de octubre | 12:00 |
| Bathco Independiente     | 31 - 12 | Hernani CRE        | Campo de San Román            | 18 de octubre | 12:30 |

| AMPO Ordizia R.E.  | 13 - 16 | CR Complutense Cisneros  | Estadio Municipal de Altamira | 25 de octubre | 12:00 |
| UE Santboiana Seat | 26 - 32 | VRAC Quesos Entrepinares | Baldiri Aleu                  | 25 de octubre | 12:00 |
| Getxo Artea RT     | 18 - 25 | FC Barcelona             | Fadura                        | 25 de octubre | 12:00 |
| Rugby Pozuelo      | 24 - 41 | Bathco Independiente     | Campo Valle de las Cañas      | 25 de octubre | 12:30 |
| C.R. El Salvador   | 57 - 0  | Hernani CRE              | Campos de Pepe Rojo           | 25 de octubre | 12:30 |
| Alcobendas Rugby   | 42 - 18 | Getxo Artea RT           | Las Terrazas                  | 25 de octubre | 13:00 |

| FC Barcelona             | 38 - 48 | UE Santboiana Seat | Vall d'Hebron       | 31 de octubre  | 12:30 |
| Hernani CRE              | 22 - 18 | Rugby Pozuelo      | Landare Toki        | 31 de octubre  | 15:00 |
| CR Complutense Cisneros  | 17 - 27 | C.R. El Salvador   | Central             | 1 de noviembre | 12:00 |
| Bizkaia Gernika R.T      | 22 - 32 | AMPO Ordizia R.E.  | Campo de Urbieta    | 1 de noviembre | 12:00 |
| VRAC Quesos Entrepinares | 38 - 21 | Alcobendas Rugby   | Campos de Pepe Rojo | 1 de noviembre | 12:30 |
| Bathco Independiente     | 35 - 21 | Getxo Artea RT     | Campo de San Román  | 1 de noviembre | 12:30 |

| CR Complutense Cisneros | 32 - 29 | Bizkaia Gernika R.T      | Central                       | 7 de noviembre | 16:00 |
| Alcobendas Rugby        | 29 - 7  | FC Barcelona             | Campo de las Terrazas         | 7 de noviembre | 16:00 |
| AMPO Ordizia R.E.       | 16 - 18 | VRAC Quesos Entrepinares | Estadio Municipal de Altamira | 8 de noviembre | 12:00 |
| UE Santboiana Seat      | 24 - 13 | Bathco Independiente     | Baldiri Aleu                  | 8 de noviembre | 12:00 |
| Getxo Artea RT          | 31 - 12 | Hernani CRE              | Fadura                        | 8 de noviembre | 12:00 |
| C.R. El Salvador        | 52 - 17 | Rugby Pozuelo            | Campos de Pepe Rojo           | 8 de noviembre | 12:30 |

| Bizkaia Gernika R.T      | 21 - 37 | C.R. El Salvador        | Campo de Urbieta         | 14 de noviembre | 16:00 |
| Rugby Pozuelo            | 21 - 33 | Getxo Artea RT          | Campo Valle de las Cañas | 14 de noviembre | 16:30 |
| VRAC Quesos Entrepinares | 33 - 6  | CR Complutense Cisneros | Campos de Pepe Rojo      | 15 de noviembre | 12:30 |
| FC Barcelona             | 22 - 34 | AMPO Ordizia R.E.       | Vall d'Hebron            | 15 de noviembre | 12:30 |
| Bathco Independiente     | 26 - 34 | Alcobendas Rugby        | Campo de San Román       | 15 de noviembre | 12:30 |
| Hernani CRE              | 0 - 32  | UE Santboiana Seat      | Landare Toki             | 22 de noviembre | 12:00 |

| Bizkaia Gernika R.T     | 17 - 21 | VRAC Quesos Entrepinares | Campo de Urbieta              | 28 de noviembre | 16:00 |
| CR Complutense Cisneros | 41 - 23 | FC Barcelona             | Central                       | 28 de noviembre | 16:00 |
| C.R. El Salvador        | 47 - 18 | Getxo Artea RT           | Campos de Pepe Rojo           | 28 de noviembre | 16:30 |
| AMPO Ordizia R.E.       | 6 - 29  | Bathco Independiente     | Estadio Municipal de Altamira | 29 de noviembre | 12:00 |
| Alcobendas Rugby        | 34 - 17 | Hernani CRE              | Campo de las Terrazas         | 29 de noviembre | 12:30 |
| UE Santboiana Seat      | 56 - 7  | Rugby Pozuelo            | Baldiri Aleu                  | 29 de noviembre | 12:30 |

| Hernani CRE          | 22 - 20 | AMPO Ordizia R.E.        | Landare Toki             | 5 de diciembre | 16:00 |
| Rugby Pozuelo        | 10 - 21 | Alcobendas Rugby         | Campo Valle de las Cañas | 5 de diciembre | 16:00 |
| FC Barcelona         | 28 - 24 | Bizkaia Gernika R.T      | Vall d'Hebron            | 6 de diciembre | 12:00 |
| Getxo Artea RT       | 31 - 15 | UE Santboiana Seat       | Fadura                   | 6 de diciembre | 12:00 |
| C.R. El Salvador     | 40 - 19 | VRAC Quesos Entrepinares | Campos de Pepe Rojo      | 6 de diciembre | 12:30 |
| Bathco Independiente | 21 - 16 | CR Complutense Cisneros  | Campo de San Román       | 6 de diciembre | 12:30 |

| CR Complutense Cisneros  | 51 - 17 | Hernani CRE          | Central                       | 13 de diciembre | 11:45 |
| Bizkaia Gernika R.T      | 24 - 30 | Bathco Independiente | Campo de Urbieta              | 13 de diciembre | 12:00 |
| AMPO Ordizia R.E.        | 42 - 33 | CRC Pozuelo          | Estadio Municipal de Altamira | 13 de diciembre | 12:00 |
| Alcobendas Rugby         | 42 - 7  | Getxo Artea RT       | Campo de las Terrazas         | 13 de diciembre | 12:00 |
| UE Santboiana Seat       | 61 - 24 | C.R. El Salvador     | Vall d'Hebron                 | 13 de diciembre | 12:00 |
| VRAC Quesos Entrepinares | 45 - 12 | FC Barcelona         | Campos de Pepe Rojo           | 13 de diciembre | 12:30 |

### Segunda vuelta
| AMPO Ordizia Rugby Elkartea  | 25 - 27 | Getxo Artea Rugby Taldea        | Estadio Municipal de Altamira | 19 de diciembre | 16:00 |
| CR Complutense Cisneros      | 30 - 3  | Rugby Pozuelo                   | Central                       | 19 de diciembre | 16:00 |
| Bizkaia Gernika Rugby Taldea | 27 - 21 | Hernani CRE                     | Campo de Urbieta              | 19 de diciembre | 16:00 |
| Alcobendas Rugby             | 14 - 44 | Unió Esportiva Santboiana Seat  | Campo de las Terrazas         | 20 de diciembre | 12:30 |
| FC Barcelona                 | 15 - 15 | C.R. El Salvador                | Vall d'Hebron-Teixonera       | 20 de diciembre | 12:30 |
| VRAC Quesos Entrepinares     | 20 - 13 | BathCo Independiente Rugby Club | Campos de Pepe Rojo           | 26 de diciembre | 16:30 |

| Getxo Artea Rugby Taldea        | 27 - 32 | CR Complutense Cisneros      | Fadura                   | 16 de enero | 17:00 |
| Rugby Pozuelo                   | 34 - 19 | Bizkaia Gernika Rugby Taldea | Campo Valle de las Cañas | 16 de enero | 17:00 |
| Unió Esportiva Santboiana Seat  | 56 - 12 | AMPO Ordizia Rugby Elkartea  | Estadi Baldiri Aleu      | 17 de enero | 12:00 |
| C.R. El Salvador                | 27 - 17 | Alcobendas Rugby             | Campos de Pepe Rojo      | 17 de enero | 12:30 |
| Hernani CRE                     | 0 - 41  | VRAC Quesos Entrepinares     | Landare Toki             | 17 de enero | 12:30 |
| BathCo Independiente Rugby Club | 34 - 34 | FC Barcelona                 | Campo de San Román       | 17 de enero | 12:30 |

| AMPO Ordizia Rugby Elkartea     | 27 - 28 | Alcobendas Rugby               | Estadio Municipal de Altamira | 24 de enero | 12:00 |
| Bizkaia Gernika Rugby Taldea    | 20 - 22 | Getxo Artea Rugby Taldea       | Campo de Urbieta              | 24 de enero | 12:00 |
| CR Complutense Cisneros         | 36 - 18 | Unió Esportiva Santboiana Seat | Central                       | 24 de enero | 12:30 |
| VRAC Quesos Entrepinares        | 64 - 14 | Rugby Pozuelo                  | Campos de Pepe Rojo           | 24 de enero | 12:30 |
| FC Barcelona                    | 24 - 15 | Hernani CRE                    | Vall d'Hebron-Teixonera       | 24 de enero | 12:30 |
| BathCo Independiente Rugby Club | 36 - 34 | C.R. El Salvador               | Campo de San Román            | 24 de enero | 12:30 |

| Unió Esportiva Santboiana Seat | 40 - 10 | Bizkaia Gernika Rugby Taldea    | Estadi Baldiri Aleu      | 6 de febrero | 13:00 |
| Rugby Pozuelo                  | 5 - 29  | FC Barcelona                    | Campo Valle de las Cañas | 6 de febrero | 16:00 |
| Hernani CRE                    | 20 - 34 | BathCo Independiente Rugby Club | Landare Toki             | 6 de febrero | 16:00 |
| Alcobendas Rugby               | 27 - 36 | CR Complutense Cisneros         | Campo de las Terrazas    | 6 de febrero | 16:30 |
| Getxo Artea Rugby Taldea       | 5 - 27  | VRAC Quesos Entrepinares        | Fadura                   | 6 de febrero | 17:00 |
| C.R. El Salvador               | 43 - 14 | AMPO Ordizia Rugby Elkartea     | Campos de Pepe Rojo      | 7 de febrero | 12:30 |

| Hernani CRE                     | 13 - 40 | C.R. El Salvador               | Landare Toki            | 20 de febrero | 16:00 |
| Bizkaia Gernika Rugby Taldea    | 16 - 13 | Alcobendas Rugby               | Campo de Urbieta        | 21 de febrero | 12:00 |
| VRAC Quesos Entrepinares        | 44 - 15 | Unió Esportiva Santboiana Seat | Campos de Pepe Rojo     | 21 de febrero | 12:30 |
| FC Barcelona                    | 40 - 20 | Getxo Artea Rugby Taldea       | Vall d'Hebron-Teixonera | 21 de febrero | 12:30 |
| BathCo Independiente Rugby Club | 42 - 30 | Rugby Pozuelo                  | Campo de San Román      | 21 de febrero | 12:30 |
| CR Complutense Cisneros         | 49 - 31 | AMPO Ordizia Rugby Elkartea    | Central                 | 21 de febrero | 13:00 |

| Getxo Artea Rugby Taldea       | 17 - 28 | BathCo Independiente Rugby Club | Fadura                        | 5 de marzo | 17:00 |
| AMPO Ordizia Rugby Elkartea    | 20 - 13 | Bizkaia Gernika Rugby Taldea    | Estadio Municipal de Altamira | 6 de marzo | 12:00 |
| Unió Esportiva Santboiana Seat | 34 - 13 | FC Barcelona                    | Estadi Baldiri Aleu           | 6 de marzo | 12:00 |
| C.R. El Salvador               | 29 - 21 | CR Complutense Cisneros         | Campos de Pepe Rojo           | 6 de marzo | 12:30 |
| Alcobendas Rugby               | 10 - 43 | VRAC Quesos Entrepinares        | Campo de las Terrazas         | 6 de marzo | 12:30 |
| Rugby Pozuelo                  | 30 - 25 | Hernani CRE                     | Campo Valle de las Cañas      | 6 de marzo | 12:30 |

| FC Barcelona                    | 23 - 16 | Alcobendas Rugby               | Vall d'Hebron-Teixonera  | 19 de marzo | 16:30 |
| Bizkaia Gernika Rugby Taldea    | 16 - 14 | CR Complutense Cisneros        | Campo de Urbieta         | 19 de marzo | 17:00 |
| Hernani CRE                     | 15 - 29 | Getxo Artea Rugby Taldea       | Landare Toki             | 20 de marzo | 12:00 |
| VRAC Quesos Entrepinares        | 46 - 20 | AMPO Ordizia Rugby Elkartea    | Campos de Pepe Rojo      | 20 de marzo | 12:30 |
| BathCo Independiente Rugby Club | 49 - 20 | Unió Esportiva Santboiana Seat | Campo de San Román       | 20 de marzo | 12:30 |
| Rugby Pozuelo                   | 8 - 40  | C.R. El Salvador               | Campo Valle de las Cañas | 20 de marzo | 12:30 |

| CR Complutense Cisneros        | 22 - 22 | VRAC Quesos Entrepinares        | Central                       | 2 de abril | 16:00 |
| C.R. El Salvador               | 38 - 15 | Bizkaia Gernika Rugby Taldea    | Campos de Pepe Rojo           | 2 de abril | 17:00 |
| AMPO Ordizia Rugby Elkartea    | 15 - 19 | FC Barcelona                    | Estadio Municipal de Altamira | 3 de abril | 12:00 |
| Unió Esportiva Santboiana Seat | 48 - 22 | Hernani CRE                     | Estadi Baldiri Aleu           | 3 de abril | 12:00 |
| Getxo Artea Rugby Taldea       | 28 - 39 | Rugby Pozuelo                   | Fadura                        | 3 de abril | 12:00 |
| Alcobendas Rugby               | 37 - 24 | BathCo Independiente Rugby Club | Campo de las Terrazas         | 3 de abril | 12:30 |

| FC Barcelona                    | 24 - 41 | CR Complutense Cisneros        | Vall d'Hebron-Teixonera  | 9 de abril  | 16:30 |
| VRAC Quesos Entrepinares        | 31 - 13 | Bizkaia Gernika Rugby Taldea   | Campos de Pepe Rojo      | 9 de abril  | 17:00 |
| Getxo Artea Rugby Taldea        | 12 - 51 | C.R. El Salvador               | Fadura                   | 9 de abril  | 17:00 |
| BathCo Independiente Rugby Club | 50 - 14 | AMPO Ordizia Rugby Elkartea    | Campo de San Román       | 10 de abril | 12:30 |
| Hernani CRE                     | 30 - 25 | Alcobendas Rugby               | Landare Toki             | 10 de abril | 12:30 |
| Rugby Pozuelo                   | 31 - 13 | Unió Esportiva Santboiana Seat | Campo Valle de las Cañas | 10 de abril | 12:30 |

| CR Complutense Cisneros        | 16 - 24 | BathCo Independiente Rugby Club | Central                       | 23 de abril | 16:30 |
| AMPO Ordizia Rugby Elkartea    | 29 - 46 | Hernani CRE                     | Estadio Municipal de Altamira | 23 de abril | 16:30 |
| Bizkaia Gernika Rugby Taldea   | 55 - 12 | FC Barcelona                    | Fadura                        | 24 de abril | 12:00 |
| Unió Esportiva Santboiana Seat | 49 - 24 | Getxo Artea Rugby Taldea        | Estadi Baldiri Aleu           | 24 de abril | 12:00 |
| VRAC Quesos Entrepinares       | 20 - 5  | C.R. El Salvador                | Campos de Pepe Rojo           | 24 de abril | 12:30 |
| Alcobendas Rugby               | 22 - 23 | Rugby Pozuelo                   | Campo de las Terrazas         | 24 de abril | 12:30 |

| Hernani CRE                     | 34 - 27 | CR Complutense Cisneros        | Landare Toki             | 30 de abril | 17:00 |
| Getxo Artea Rugby Taldea        | 14 - 19 | Alcobendas Rugby               | Fadura                   | 30 de abril | 17:00 |
| FC Barcelona                    | 21 - 30 | VRAC Quesos Entrepinares       | Vall d'Hebron-Teixonera  | 1 de mayo   | 12:30 |
| BathCo Independiente Rugby Club | 17 - 19 | Bizkaia Gernika Rugby Taldea   | Campo de San Román       | 1 de mayo   | 12:30 |
| Rugby Pozuelo                   | 56 - 36 | AMPO Ordizia Rugby Elkartea    | Campo Valle de las Cañas | 1 de mayo   | 12:30 |
| C.R. El Salvador                | 42 - 39 | Unió Esportiva Santboiana Seat | Campos de Pepe Rojo      | 1 de mayo   | 12:30 |

### Cuadro de resultados
|              | AlcR  | AORE  | Bathco | BGRT  | CRC   | CRES  | CRCP  | FCB   | GART  | HCRE  | UES   | VRAC  |
| Alcobendas   |       | 44-56 | 37-24  | 42-18 | 27-36 | 24-16 | 22-23 | 29-7  | 42-7  | 34-17 | 14-44 | 10-43 |
| Ordizia      | 27-28 |       | 6-29   | 20-13 | 13-16 | 18-24 | 42-33 | 15-19 | 25-27 | 29-46 | 10-37 | 16-18 |
| Bathco       | 26-34 | 50-14 |        | 17-19 | 21-16 | 36-34 | 42-30 | 34-34 | 35-21 | 31-12 | 49-20 | 16-39 |
| Gernika      | 16-13 | 22-32 | 24-30  |       | 16-14 | 21-37 | 19-17 | 55-12 | 20-22 | 27-21 | 33-32 | 17-21 |
| Cisneros     | 7-20  | 49-31 | 16-24  | 32-29 |       | 17-27 | 30-3  | 41-23 | 53-31 | 51-17 | 36-18 | 22-22 |
| El Salvador  | 27-17 | 43-14 | 30-23  | 38-15 | 29-21 |       | 52-17 | 45-10 | 47-18 | 57-0  | 42-39 | 40-19 |
| CRC Pozuelo  | 10-21 | 56-36 | 24-41  | 34-19 | 19-22 | 8-40  |       | 5-29  | 21-33 | 30-25 | 31-13 | 10-29 |
| FC Barcelona | 23-16 | 22-34 | 7-47   | 28-24 | 24-41 | 15-15 | 10-6  |       | 40-20 | 24-15 | 38-44 | 21-30 |
| Getxo        | 14-19 | 14-50 | 17-28  | 34-22 | 27-32 | 12-51 | 28-39 | 18-25 |       | 31-12 | 31-15 | 5-27  |
| Hernani      | 30-25 | 22-20 | 20-34  | 42-20 | 34-27 | 13-40 | 22-18 | 26-20 | 15-29 |       | 0-32  | 0-41  |
| Santboiana   | 28-24 | 56-12 | 24-13  | 40-10 | 17-21 | 61-24 | 56-7  | 34-13 | 49-24 | 48-22 |       | 26-32 |
| Valladolid   | 38-21 | 46-20 | 20-13  | 41-13 | 33-6  | 20-5  | 64-14 | 45-12 | 28-14 | 75-12 | 44-15 |       |

## Cuadro de competición para la Copa
|  | 15 de mayo | 15 de mayo              | 15 de mayo           |                          |    | Semifinales             | Semifinales | Semifinales |  |    | Final            | Final | Final |  |
|  |            |                         |                      |                          |    |                         |             |             |  |    |                  |       |       |  |
|  |            |                         |                      |                          |    |                         |             |             |  |    |                  |       |       |  |
|  |            |                         |                      |                          |    |                         |             |             |  |    |                  |       |       |  |
|  |            |                         |                      |                          |    |                         |             |             |  |    |                  |       |       |  |
|  |            |                         |                      |                          |    |                         |             |             |  |    |                  |       |       |  |
|  |            | 3º                      | Bathco Independiente | 16                       |    |                         |             |             |  |    |                  |       |       |  |
|  |            |                         |                      | 16                       |    |                         |             |             |  |    |                  |       |       |  |
|  |            |                         | 2º                   | C.R. El Salvador         | 36 |                         |             |             |  |    |                  |       |       |  |
|  | 3º         | Bathco Independiente    | 2º                   | C.R. El Salvador         | 36 | 42                      |             |             |  |    |                  |       |       |  |
|  | 3º         | Bathco Independiente    |                      |                          |    |                         |             |             |  |    |                  |       |       |  |
|  | 6º         | Alcobendas Rugby        | 13                   |                          |    |                         |             |             |  |    |                  |       |       |  |
|  | 6º         | Alcobendas Rugby        | 13                   |                          |    |                         |             |             |  | 2º | C.R. El Salvador | 24    |       |  |
|  |            |                         |                      |                          |    |                         |             |             |  | 2º | C.R. El Salvador | 24    |       |  |
|  |            |                         | 1º                   | VRAC Quesos Entrepinares | 23 |                         |             |             |  |    |                  |       |       |  |
|  | 4º         | UE Santboiana Seat      | 1º                   | VRAC Quesos Entrepinares | 23 | 23                      |             |             |  |    |                  |       |       |  |
|  | 4º         | UE Santboiana Seat      |                      |                          |    |                         |             |             |  |    |                  |       |       |  |
|  | 5º         | CR Complutense Cisneros | 25                   |                          |    |                         |             |             |  |    |                  |       |       |  |
|  | 5º         | CR Complutense Cisneros | 25                   |                          | 5º | CR Complutense Cisneros | 26          |             |  |    |                  |       |       |  |
|  |            |                         |                      |                          | 5º | CR Complutense Cisneros | 26          |             |  |    |                  |       |       |  |
|  |            |                         | 1º                   | VRAC Quesos Entrepinares | 33 |                         |             |             |  |    |                  |       |       |  |
|  |            |                         | 1º                   | VRAC Quesos Entrepinares | 33 |                         |             |             |  |    |                  |       |       |  |
|  |            |                         |                      |                          |    |                         |             |             |  |    |                  |       |       |  |
|  |            |                         |                      |                          |    |                         |             |             |  |    |                  |       |       |  |
|  |            |                         |                      |                          |    |                         |             |             |  |    |                  |       |       |  |
|  |            |                         |                      |                          |    |                         |             |             |  |    |                  |       |       |  |

### PlayOffspara las semifinales

#### Bathco Independiente - Alcobendas Rugby
| División de Honor de España (PlayOffs a semifinales); 15 de mayo de 2016 | Bathco Independiente | 42 - 13 | Alcobendas Rugby                                        | Campo San Román, Santander (Cantabria)                         |                                                                |
|                                                                          | Latronico 2' Steward 8' (EC) 35' Schab 53' Steward 80' Con.: Zabalegui 2' Zabalegui 8' Zabalegui 35' García 80' Pen.: Zabalegui 50' Zabalegui 64' Zabalegui 74' |         | Iñiguez 56' Con.: Newton 56' Pen.: Newton 7' Newton 31' | Asistencia: ?? ??? espectadores Árbitro(s): Antonio María Ruiz | Asistencia: ?? ??? espectadores Árbitro(s): Antonio María Ruiz |

| Pasa a semifinales Bathco Independiente |

#### UE Santboiana Seat - CR Complutense Cisneros
| División de Honor de España (PlayOffs a semifinales); 15 de mayo de 2016 | UE Santboiana Seat                                                         | 23 - 25 | CR Complutense Cisneros | Estadio Baldiri Aleu, San Baudilio de Llobregat (Cataluña)      |                                                                 |
|                                                                          | Nichols 25' Casey 43' Baker 78' Con.: Casey 25' Pen.: Millan 55' Milan 72' |         | Sáinz-Trápaga 28' Con.: Martínez 28' Pen.: Martínez 8' Martínez 40' Martínez 52' Martínez 76' Martínez 80' Drop: Rebecchini 60' | Asistencia: ?? ??? espectadores Árbitro(s): Iñigo Atorrasagasti | Asistencia: ?? ??? espectadores Árbitro(s): Iñigo Atorrasagasti |

| Pasa a semifinales CR Complutense Cisneros |

### Semifinales

#### SilverStorm El Salvador - BathCo Independiente Rugby Club
| División de Honor de España (Semifinales); 21 de mayo de 2016 | SilverStorm El Salvador                                                                                   | 36 - 16 | Bathco Independiente                                                            | Campo nº1 (Pepe Rojo), Valladolid (Castilla y León)         |                                                             |
|                                                               | Díaz 55' Carter 68' Zebango 80' Con.: Katz 55' Katz 68' Katz 80' Pen.: Katz 3' Katz 42' Katz 50' Katz 53' |         | Coronel 39' Con.: Zabalegui 39' Pen.: Zabalegui 11' Zabalegui 25' Zabalegui 36' | Asistencia: ?? ??? espectadores Árbitro(s): Alhambra Nievas | Asistencia: ?? ??? espectadores Árbitro(s): Alhambra Nievas |

| Pasa a la final: C.R. El Salvador |

#### VRAC Quesos Entrepinares - CR Complutense Cisneros
| División de Honor de España (Semifinales); 22 de mayo de 2016 | VRAC Quesos Entrepinares | 33 - 26 | CR Complutense Cisneros                                                                       | Campo nº1 (Pepe Rojo), Valladolid (Castilla y León)    |                                                        |
|                                                               | Abril 15' Griffiths 32' Cano 65' Con.: Griffiths 15' Griffiths 32' Griffiths 65' Pen.: Griffiths 13' Griffiths 22' Griffiths 72' Griffiths 78' |         | Molina 28' Molina 75' Cano 80' Con.: Martínez 28' Pen.: Martínez 6' Martínez 42' Martínez 46' | Asistencia: ?? ??? espectadores Árbitro(s): Marc Riera | Asistencia: ?? ??? espectadores Árbitro(s): Marc Riera |

| Pasa a semifinales VRAC Quesos Entrepinares |

### Final

#### VRAC Quesos Entrepinares - SilverStorm El Salvador
| División de Honor de España (Semifinales); 28 de mayo de 2016 | VRAC Quesos Entrepinares                                                                                           | 23 - 24 | SilverStorm El Salvador                                                        | Campo nº1 de Pepe Rojo, Valladolid (Castilla y León)                  |                                                                       |
|                                                               | Menando da Penha 9' Pen.: Griffiths 2' Griffiths 26' Griffiths 30' Griffiths 45' Griffiths 72' Drop: Griffiths 63' |         | Marrón 13' Blanco 70' Con.: Katz 13' Pen.: Katz 37' Katz 49' Katz 57' Katz 79' | Asistencia: 5 000 aprox. espectadores Árbitro(s): Iñigo Atorrasagasti | Asistencia: 5 000 aprox. espectadores Árbitro(s): Iñigo Atorrasagasti |

| VRAC Quesos Entrepinares 23 | VRAC Quesos Entrepinares 23                       | Silverstorm - El Salvador 24                      | Silverstorm - El Salvador 24 |
| --- | ------------------------------------------------- | ------------------------------------------------- | --- |
| 28 de mayo de 2016 Campo nº1 de Pepe Rojo (~5 000 espectadores) |                                                   |                                                   | |
| 50' Sergio Valverde | 1                                                 | 1                                                 | Gabriel Fernández |
| 67' Pablo Miejimolle | 2                                                 | 2                                                 | Daniel Marrón |
| 79' Alberto Blanco | 3                                                 | 3                                                 | Manuel Villalobos |
| 60' Lucas Daniel Lastra | 4                                                 | 4                                                 | Víctor Sánchez 60' |
| Ignacio Duco Molina | 5                                                 | 5                                                 | Michael Walker-Fitton |
| Álvaro Abril | 6                                                 | 6                                                 | Mathew Foulds |
| Bernard John Hall | 7                                                 | 7                                                 | Gerardo de la Llana 52' |
| 69' Ilaitia Henare Kalokalo Gavidi | 8                                                 | 8                                                 | Joe Samuelu |
| Pablo Gil | 9                                                 | 9                                                 | Juan Ramos |
| Stefan Michael Moir | 10                                                | 10                                                | Samuel Lee Katz |
| 21' Pedro Luis de la Lastra | 11                                                | 11                                                | Jean Ives Zebango |
| Gareth David Griffiths | 12                                                | 12                                                | Thomas Pearce |
| Jerome Pretorius | 13                                                | 13                                                | Johnathon Carter |
| Federico Castiglioni | 14                                                | 14                                                | Raphäel Blanco |
| 36' Nuno Menando da Penha | 15                                                | 15                                                | Alberto Díaz |
| Entrenadores |                                                   |                                                   | |
| Alberto Rodríguez | DT                                                | DT                                                | Juan Carlos Pérez |
| Suplentes |                                                   |                                                   | |
| 79' Scott Brenton Manson · 50' Pablo Cesar Gutiérrez · Ivan Espeso · 69' Manuel Mora · 60' Alexander Peter Taylor · 21' Álvaro Ferrández · 36' Guillermo Mateu · 67'Stephen John Barnes                                                                     | 16 17 18 19 20 21 22 23                           | 16 17 18 19 20 21 22 23                           | Marcial Castro · Maximiliano Vega · Álvaro Núñez 60' 64' hasta 74' · Gonzalo Núñez 52' · Antoine Sánchez · Alejandro Sánchez · Pablo Reneses · Manuel Serrano |
| Árbitro/s |                                                   |                                                   | |
| Iñigo Atorrasagasti (Comité: ) |                                                   |                                                   | |
| Desarrollo |                                                   |                                                   | |
| Gareth David Griffiths (Pen.) - 3:0 Nuno Menando da Penha - 8:0 Gareth David Griffiths (Pen.) - 11:7 Gareth David Griffiths (Pen.) - 14:7 Gareth David Griffiths (Pen.) - 17:10 Gareth David Griffiths (Drop) - 20:16 Gareth David Griffiths (Pen.) - 23:21 | 2' 9' 13' 26' 30' 37' 45' 49' 57' 63' 70' 72' 79' | 2' 9' 13' 26' 30' 37' 45' 49' 57' 63' 70' 72' 79' | 8:5 - Marrón 8:7 - (Con.) Sam Katz 14:10 - (Pen.) Sam Katz 17:13 - (Pen.) Sam Katz 17:16 - (Pen.) Sam Katz 20:21 - Raphäel Blanco 23:24 - (Pen.) Sam Katz     |
| |                                                   |                                                   | |
| Ficha del partido |                                                   |                                                   | |

## PlayOffde promoción a División de Honor B
El PlayOff de promoción a la División de Honor B se juega entre el penúltimo equipo de la División de Honor del año de la competición, el cual se enfrenta al segundo clasificado de la División de Honor B; quedando los puestos último de División de Honor, y primero de División de Honor B como descenso y ascenso automático respectivamente.

### PlayOffde ascenso a la División de Honor 2016/17
Este PlayOff se juega con el sistema de ida y vuelta entre los dos primeros clasificados de la temporada 2015/16 de la División de Honor B. Este año se jugó entre el Ciencias Cajasol de Andalucía y el CAU Valencia de Valencia, quedando el primero como clasificado al ascenso directo y el segundo como oponente del Bizkaia Gernika para el PlayOff de promoción.

### Partidos
| Com. A                 | Nombre          | Ida | Vuelta | Resultado |
| ---------------------- | --------------- | --- | ------ | --------- |
| Bandera del País Vasco | Bizkaia Gernika | 35  | 94     | 129       |
|                        | CAU Valencia    | 7   | 18     | 25        |

#### CAU Valencia - Bizkaia Gernika

##### Ida
| División de Honor de España (PlayOff por la promoción); 5 de junio de 2016 | CAU Valencia                   | 7 - 35 | Bizkaia Gernika                                                                                                | Campo del Río Turia, Valencia (Valencia)                            |                                                                     |
|                                                                            | Herrero 50' Con.: Sorribes 50' |        | Pietrelli 5' Amor 9' Souville 25' Bertero 38' Con.: Bertero 6' Bertero 10' Bertero 26' Bertero 39' Bertero 78' | Asistencia: ? ??? espectadores Árbitro(s): Ignacio Muñoz (Comité: ) | Asistencia: ? ??? espectadores Árbitro(s): Ignacio Muñoz (Comité: ) |

##### Vuelta
| División de Honor de España (PlayOff por la permanencia); 12 de junio de 2016 | Bizkaia Gernika | 94 - 18 | CAU Valencia                                                              | Campo de Urbieta, Guernica (Comunidad Autónoma Vasca)              |                                                                    |
|                                                                               | Pietrelli 1' Magunazelaia 6' Pietrelli 8' Verran 16' Pietrelli 19' Verran 27' Sclavi 39' Pietrelli 41' Morgan 50' Es Saheb 55' Verran 57' Albizua 65' Es Saheb 69' Con.: Bertero 2' Bertero 7' Bertero 9' Bertero 17' Bertero 20' Bertero 28' Bertero 40' Bertero 51' Bertero 56' Bertero 58' Bertero 66' |         | Morente 14' Ortega 14' Con.: Sorribes 67' Pen.: Sorribes 13' Sorribes 21' | Asistencia: ? ??? espectadores Árbitro(s): Félix Villegas (Comité: | Asistencia: ? ??? espectadores Árbitro(s): Félix Villegas (Comité: |

| Por un resultado global favorable de 129 - 25: Mantiene la División de Honor Bizkaia Gernika |